# Constantijn II van Schotland
Constantijn II, Gaelisch: Constantín mac Áeda (?, ? - St Andrews, 952), zoon van Aedh en kleinzoon van Kenneth I, was koning van Alba. Hij volgde Donald II op en regeerde gedurende 43 jaren voordat hij zich in een klooster terugtrok. Malcolm I, de zoon van zijn voorganger, volgde hem op.

## Biografie
Constantijn II was een fervent aanhanger van de kerk van Columba van Iona. In 906 werd door hem, in het bijzijn van bisschop Cellach, op de Hill of Belief nabij Scone besloten dat de wetten en regels van het geloof en de rechten in kerken en evangeliën gelijkwaardig moesten worden beschouwd aan de gebruiken van de Schotten.
Tijdens zijn regering vonden regelmatig invallen door de Vikingen plaats. In 904 werd bij Strathearn een invasieleger verslagen waarbij Ivar, kleinzoon van Ivar de Beenderloze, werd gedood. In 918 vierde hij wederom een overwinning in dezelfde plaats waarbij Ottar, zoon van Iargna (IJzeren Knie) werd gedood.
Volgens Berchan's Prophecy was Constantijn II een geliefde koning, een held van vele overwinningen, een favoriet van God, die het land van Pictland en Dalriada voorspoed bracht. Hij had veel invloed op het land ten zuiden van zijn machtsgebied. Zo werd zijn broer Donald koning van Strathclyde na Owen. In Engeland, vooral het noordoosten en het centrale deel, hadden de Denen zich gevestigd. In 901, enige jaren na de dood van Alfred de Grote leefde Constantijn II in vrede met hen die werden geregeerd door Alfreds zoon Eduard de Oudere. Diens zuster Æthelflæd regeerde over Mercia toen haar man was overleden en sloot een verdedigingspact met de Britten en de Schotten.
Rond 915 werd Engeland aangevallen door Denen en Noren die al hadden huis gehouden in Ierland en werd een deel van Bernicia bezet door Ragnall ua Ímair. Koning Ealdred I van Bamburgh zocht hulp bij Constantijn II, wat volgde was de Slag bij Corbridge in 918. Een tweede veldslag vond plaats nabij de rivier de Tyne in Lothian waarbij Constantijn driekwart van het leger van Ragnall versloeg, alvorens van achteren aangevallen te worden door het overgebleven kwart van Ragnalls leger; dit gevecht duurde totdat de duisternis inviel . Koning Ragnall stierf in 921, na in 919 nog York te hebben ingenomen. Sinds de heerschappij van Constantijn I hadden de koningen van Pictland en Alba de scepter gezwaaid over Lothian.
In 926 sloten koning Athelstan van Engeland, zoon van Eduard de Oudere, koning Constantijn II, koning Owen van Cumbria, Howel, een koning uit Wales en koning Aldred van Bernicia in Eamot (Yorkshire) een vredesverdrag dat met eden werd bekrachtigd.
De verhouding tussen de Engelsen en de Schotten werd gespannen toen Constantijn II asiel verleende aan Sihtrics zoon Guthfrith II, van het Vikingkoninkrijk Jorvik in Noord-Engeland, die door Athelstan was verbannen. In 934 viel Athelstan Schotland binnen door de Forth over te steken; hij wist Dunnattor te bereiken. De middeleeuwse geschiedschrijvers zijn niet duidelijk over wat er vervolgens gebeurde. Zo wordt er bijvoorbeeld gesteld dat Constantijn II verslagen werd nabij de Forth en dat hij erin toestemde jaarlijks geld te betalen aan Athelstan.
Constantijn II vormde een alliantie met de Vikingen van Ierland en de Hebriden. In 937 viel hij vervolgens Engeland binnen. Hij had 600 schepen gemobiliseerd en het was vermoedelijk koning Olaf van Dublin die de monding van de Humber opvoer. In Brunanburgh vond een grote slag plaats die uitmondde in een complete overwinning voor koning Athelstan.
In 943 deed Constantijn II afstand van de troon ten gunste van Malcolm I, zoon van Donald II. Hij werd abt van de St Andrews Abbey en stierf daar in 952.
- Gemeinsame Normdatei: 1013280172
- Virtual International Authority File: 172624889